# Marmosops bishopi
La marmosa esbelta de Bishop (Marmosops bishopi) es una especie de marsupial didelfimorfo de la familia Didelphidae que habita en el Perú, Brasil y Bolivia.